# Cosmogaster
 Cosmogáster — рід жуків родини Довгоносики (Curculionidae).

## Зовнішній вигляд
Жуки середнього розміру, у яких головотрубка вкрита невеличкими крапками-вдаленнями, а лапки знизу мають пучки коротких щетинок, модифікованих у підошви.

## Спосіб життя
Не вивчений, ймовірно, він типовий для Cleonini. Жуки — поліфаги, які харчуються рослинами з родин пасльонові, бобові і мальвові.

## Географічне поширення
Види цього роду мешкають в Північній Африці (Палеарктика), тропічній Африці та Індо-Малайській області.

## Класифікація
У цьому роді два підроди, в яких описано три види. Один з видів має три підвиди :
- Arabocleonus Arzanov, 2009

- Cosmogaster dealbata dealbata Germar, 1834 — Індія, тропічна Африка
- Cosmogaster dealbata medvedevi Arzanov, 2009 — Саудівська Аравія
- Cosmogaster dealbata venusta Walker, 1871 — Ємен

- Cosmogaster Faust, 1904

- Cosmogaster cordofana Fåhraeus, 1842 — Єгипет, Аравійський півострів, Індія, Пакистан, Китай, тропічна Африка
- Cosmogaster lateralis Gyllenhal, 1834 — Єгипет, Індія, Пакистан, тропічна Африка